# 加美和照
加美 和照（かみ かずてる、1931年10月14日 - ）は、日本の法学者。専門は、商法・会社法。学位は、博士（法学）（中央大学・論文博士・1997年）。中央大学名誉教授。

## 略歴
1954年中央大学法学部法律学科卒業。1956年一橋大学大学院法学研究科修士課程修了。
埼玉大学文理学部助手。1962年青山学院大学法学部専任講師。1965年青山学院大学法学部助教授。1966年中央大学法学部専任講師。1967年中央大学法学部助教授。1969年中央大学法学部教授。1975年ドイツ・ミュンスター大学に留学（～1976年）。1979年中央大学通信教育部長（～1981年）。1986年学校法人中央大学評議員（～1990年）。2002年中央大学定年退職。同名誉教授。2004年明治学院大学法科大学院客員教授（〜2007年）。
1997年、博士（法学）、学位論文の題は「会社取締役法制度研究 」。
2011年11月瑞宝中綬章受章。

## 主要著書
- 『会社法入門』（編著　北樹出版 1982年初版・2001年5改訂版）
- 『会社法』（勁草書房 1982年新訂・2011年新訂第10版）
- 『商法(商行為)入門』（編著　北樹出版 1985年）
- 『商法総則』（勁草書房 1989年新訂）
- 『手形・小切手法入門』（編著　北樹出版 1979年初版・1990年改訂版）
- 『会社法の現代的課題』（勁草書房 1991年）
- 『取締役の権限と責任 : 法的地位の総合分析』（編著 中央経済社 1994年）
- 『商法（司法書士合格基本選書　4）』（東京法経学院、1984年初版・2003年新訂2版）